# ایستگاه پرویزبهمن
ایستگاه‌پرویزبهمن، روستایی از توابع بخش مرکزی شهرستان عجب‌شیر در استان آذربایجان شرقی ایران است.

## جمعیت
این روستا در دهستان دیزجرود غربی قرار دارد و براساس سرشماری مرکز آمار ایران در سال ۱۳۸۵، جمعیت آن زیر سه خانوار بوده‌است.